# Ferdinando Saracinelli
Ferdinando Saracinelli (Orvieto, 1583 – Firenze, 26 febbraio 1640) è stato un poeta e librettista italiano.

## Biografia
Figlio di Curzio di Marcantonio Saracinelli e di Cinzia Febei, nacque ad Orvieto nel 1583. Fu Cavaliere di S. Stefano, capitano delle galee, Balì di Orvieto e Volterra, Paggio del Gran Duca di Toscana e suo cameriere segreto. Oltre alla carriera militare si dedicò alla produzione di opere poetiche e testi messi in musica da illustri musicisti coevi. Compose la sua opera Descrizione dell'arrivo d'Amore in Toscana che ebbe la sua assoluta a Firenze nel 1615.

## Opere
- Versi per un Madrigale messo in musica da Lorenzo Todesco, Firenze, 1612.
- Invenzione e versi per il Balletto fatto nel battesimo del terzogenito delle Seren.me Altezze di Toscana, Firenze, Zanobi Pignoni, 1613.
- Versi per un Balletto eseguito dai "Franciosini", Firenze, 1614.
- Invenzione e versi per il Ballo delle Zigane messo in musica da Francesca Caccini, Firenze, 1615.
- Invenzione e versi per la festa Arrivo d'Amore in Toscana, Firenze, 1615.
- Invenzione e versi per la festa di carnevale messa in musica da Jacopo Peri e Lorenzo Allegri, Firenze, 1616.
- Versi in ottava per la rappresentazione di Partita d'Amore dal bel regno di Toscana, Firenze, 1616.
- Curatore della Musica nella Festa di S. Orsola, Firenze, 1624.
- Versi per La liberazione di Ruggiero dall'isola d'Alcina messa in musica da Francesca Caccini, Firenze, 1625.
- Versi per il Balletto nell'opera Le nozze degli Dei, Firenze, 1637.
- Numerose composizioni poetiche contenute in raccolte musicali d'epoca.